# Bebe Wood
Beatrice "Bebe" Wood, née le 8 août 2001, est une actrice américaine. Elle est connue pour ses rôles dans les séries télévisées The New Normal, The Real O'Neals et Love, Victor.

## Filmographie

### Cinéma
- 2014 : Un foutu conte de Noël : Vera Mitchler
- 2021 : Chasseurs de trolls : Le Réveil des Titans : Shannon (voix)
- 2022 : Crushed : Kate
- 2024 : Mean Girls : Lolita malgré moi (Mean Girls) d'Arturo Perez Jr. et Samantha Jayne : Gretchen Wieners

### Télévision
- 2011 : Submissions Only : Lizzie Walken (saison 2, épisode 4 "The Miller/Hennigan Act")
- 2012 : 30 Rock : Cat (saison 6, épisode 18 "Murphy Brown Lied to Us")
- 2012 : Veep : Une élève (saison 1, épisode 6 "Baseball")
- 2012–2013 : The New Normal : Shania Clemmons (22 épisodes)
- 2013–2014 : See Dad Run : Amanda Sullivan
- 2014 : About a Boy : Katie (saison 1, épisode 9 "About a kiss")
- 2015 : Wet Hot American Summer: First Day of Camp : Abby (jeune) (saison 1, épisode 2 "Lunch")
- 2016–2017 : The Real O'Neals : Shannon O'Neal (29 épisodes)
- 2016–2018 : Chasseurs de trolls : Les Contes d'Arcadia : Shannon (voix, 4 épisodes)
- 2018–2019 : American Housewife : Ellen (saison 2, épisode 11 "Blondetourage")
- 2018–2019 : Le Trio venu d'ailleurs : Les Contes d'Arcadia : Shannon (voix, 9 épisodes)
- 2020–2022 : Love, Victor : Lake Meriwether (28 épisodes)
- 2023 : Accused : Jessie